# Sun Belt Conference

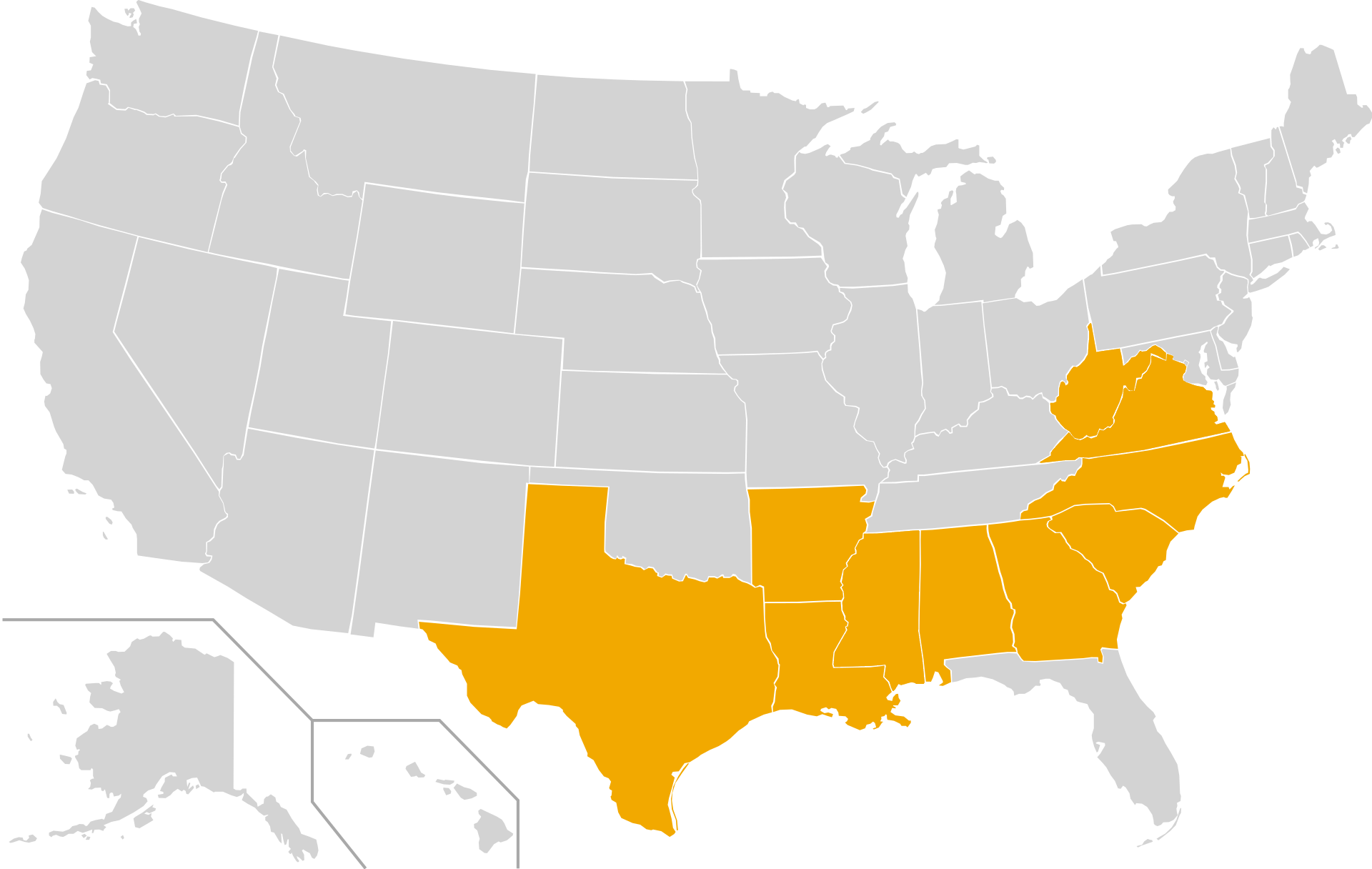
Verteilung der Vollmitglieder auf die US-Bundesstaaten seit 1. Juli 2022

Die Sun Belt Conference (SBC) ist eine aus seit 2022 vierzehn Universitäten bestehende Liga für diverse Sportarten, die in der NCAA Division I spielen. Im College Football spielen die Teams in der NCAA Division I Football Bowl Subdivision (FBS, ehemals Division I-A).

## Geschichte
Die Liga wurde 1976 gegründet. Der Hauptsitz befindet sich in New Orleans im Bundesstaat Louisiana. Die Sun Belt Conference gehört innerhalb der NCAA Division I zu den weniger bedeutenden Conferences und war indirekt betroffen von den Realignments 2005 und 2013, als insbesondere der Wechsel von Hochschulen aus der alten Big East Conference in die Atlantic Coast Conference diverse andere Wechsel auslösten. So verließen zu diesen Zeitpunkten verschiedene Hochschulen die Sun Belt Conference in Richtung Conference USA. Bereits 1991 war es innerhalb der Sun Belt Conference zu einem größeren Umbruch gekommen, als bis auf drei Hochschulen alle Mitglieder die Conference verließen. Daraufhin war die Sun Belt Conference mit der damaligen American South Conference (A-South) fusioniert.
Im College Football nehmen derzeit auch die Vandals der University of Idaho sowie die Aggies der New Mexico State University an den Wettbewerben der Sun Belt Conference teil, die ansonsten mit ihren Sportmannschaften anderen NCAA-Conferences angehören. Im Fußball der Männer gibt es drei weitere „fremde“ Hochschulmannschaften, die in der Sun Belt Conference spielen.
Im Jahr 2022 hat die SBC zwei Mitglieder verloren und vier hinzugefügt. Die beiden Universitäten, die keinen Football spielten, gingen. Little Rock reiste zur Ohio Valley Conference und UT Arlington reiste zur Western Athletic Conference. Gleichzeitig schlossen sich vier Universitäten mit Football-Teams an: James Madison, Marshall, Old Dominion und Southern Miss. James Madison von der Colonial Athletic Association und die anderen von Conference USA. Old Dominion war zuvor von 1982 bis 1991 Mitglied der SBC gewesen.

## Mitglieder
| Universität                        | Ort               | Teamname        | gegründet | seit  | von       | Trägerschaft | Studenten |
| ---------------------------------- | ----------------- | --------------- | --------- | ----- | --------- | ------------ | --------- |
| Appalachian State University       | Boone (NC)        | Mountaineers    | 1899      | 2014  | Southern  | staatlich    | 18.000    |
| Arkansas State University          | Jonesboro (AR)    | Red Wolves      | 1909      | 1991  | A-South   | staatlich    | 13.415    |
| Coastal Carolina University        | Conway (SC)       | Chanticleers†   | 1954      | 2016  | Big South | staatlich    | 10.263    |
| Georgia Southern University        | Statesboro (GA)   | Eagles          | 1906      | 2014  | Southern  | staatlich    | 20.584    |
| Georgia State University           | Atlanta (GA)      | Panthers        | 1913      | 20131 | CAA       | staatlich    | 32.087    |
| James Madison University           | Harrisonburg (VA) | Dukes           | 1908      | 2022  | CAA       | staatlich    | 21.496    |
| Louisiana at Lafayette (Louisiana) | Lafayette (LA)    | Ragin’ Cajuns   | 1900      | 1991  | A-South   | staatlich    | 16.885    |
| Louisiana at Monroe                | Monroe (LA)       | Warhawks        | 1931      | 2006  | Southland | staatlich    | 8.632     |
| Marshall University                | Huntington (WV)   | Thundering Herd | 1837      | 2022  | C-USA     | staatlich    | 11.962    |
| Old Dominion University            | Norfolk (VA)      | Monarchs        | 1930      | 20222 | C-USA     | staatlich    | 24.286    |
| University of South Alabama        | Mobile (AL)       | Jaguars         | 1963      | 1976  |           | staatlich    | 15.007    |
| University of Southern Mississippi | Hattiesburg (MS)  | Golden Eagles   | 1910      | 2022  | C-USA     | staatlich    | 14.606    |
| Texas State University             | San Marcos (TX)   | Bobcats         | 1899      | 2013  | Southland | staatlich    | 34.229    |
| Troy University                    | Troy (AL)         | Trojans         | 1887      | 2005  | ASUN      | staatlich    | 29.689    |

† Die College-Football-Mannschaft trat der Sun Belt Conference im Juli 2017 bei.

1 Die Georgia State Panthers waren 1976 Gründungsmitglied der Sun Belt Conference und gehörten dieser bis 1983 an. Über die TAAC und die CAA kehrten sie schließlich 2013 in die Sun Belt Conference zurück.

2 Die Old Dominion Monarchs trat erstmals 1982 von der CAA der SBC bei. Sie kehrten 1991 zur CAA zurück, wechselten 2013 zur Conference USA und traten 2022 wieder der SBC bei.

### Assoziierte Mitglieder
| Universität                                                        | Ort              | Teamname     | gegründet | Sportart                 | in Sun Belt seit | Main-Conference | Trägerschaft | Studenten |
| ------------------------------------------------------------------ | ---------------- | ------------ | --------- | ------------------------ | ---------------- | --------------- | ------------ | --------- |
| College of Charleston (Charleston)                                 | Charleston (SC)  | Cougars      | 1770      | Beachvolleyball (Frauen) | 2022             | CAA             | staatlich    | 10.468    |
| University of Kentucky                                             | Lexington (KY)   | Wildcats     | 1865      | Fußball (Männer)         | 2022             | SEC             | staatlich    | 26.054    |
| Mercer University                                                  | Macon (GA)       | Bears        | 1833      | Beachvolleyball (Frauen) | 2022             | Southern        | privat       | 8.740     |
| University of South Carolina                                       | Columbia (SC)    | Gamecocks    | 1801      | Fußball (Männer)         | 2022             | SEC             | staatlich    | 35.364    |
| Stephen F. Austin State University (Stephen F. Austin)             | Nacogdoches (TX) | Ladyjacks    | 1923      | Beachvolleyball (Frauen) | 2022             | WAC             | staatlich    | 11.946    |
| University of Central Florida (UCF)                                | Orlando (FL)     | Knights      | 1963      | Fußball (Männer)         | 2023             | Big 12          | staatlich    | 70.406    |
| University of North Carolina Wilmington (UNC Wilmington oder UNCW) | Wilmington (NC)  | Seahawks     | 1947      | Beachvolleyball (Frauen) | 2022             | CAA             | staatlich    | 14.765    |
| West Virginia University                                           | Morgantown (WV)  | Mountaineers | 1867      | Fußball (Männer)         | 2022             | Big 12          | staatlich    | 26.269    |

### Frühere Mitglieder
Bei Mitgliedern der ehemaligen American South Conference (A-South), die 1991 mit der Sun Belt fusionierte, ist das Aufnahmejahr in die A-South kursiv angegeben.
| Universität                      | Ort                | Teamname     | gegründet | von  | aus         | bis  | nach                                  | Trägerschaft |
| -------------------------------- | ------------------ | ------------ | --------- | ---- | ----------- | ---- | ------------------------------------- | ------------ |
| Alabama at Birmingham            | Birmingham (AL)    | Blazers      | 1936      | 1979 |             | 1991 | GMWC → AAC (ab 2023)                  | staatlich    |
| Arkansas at Little Rock          | Little Rock (AR)   | Trojans      | 1927      | 1991 | TAAC        | 2022 | OVC                                   | staatlich    |
| University of Central Florida    | Orlando (FL)       | Knights      | 1963      | 1984 | A-South     | 1992 | TAAC → C-USA → AAC → Big 12 (ab 2023) | staatlich    |
| University of Denver             | Denver (CO)        | Pioneers     | 1864      | 1999 | Division II | 2012 | WAC → The Summit                      | privat       |
| Florida Atlantic University      | Boca Raton (FL)    | Owls         | 1961      | 2006 | ASUN        | 2013 | C-USA → AAC (ab 2023)                 | staatlich    |
| Florida International University | Miami (FL)         | Panthers     | 1965      | 1998 | TAAC        | 2013 | C-USA                                 | staatlich    |
| Jacksonville University          | Jacksonville (FL)  | Dolphins     | 1934      | 1976 |             | 1998 | TAAC                                  | privat       |
| Lamar University                 | Beaumont (TX)      | Cardinals    | 1923      | 1986 | A-South     | 1998 | Southland → WAC → Southland           | staatlich    |
| Louisiana Tech University        | Ruston (LA)        | Bulldogs     | 1894      | 1987 | A-South     | 2001 | WAC → C-USA                           | staatlich    |
| Middle Tennessee State           | Murfreesboro (TN)  | Blue Raiders | 1911      | 2000 | OVC         | 2013 | C-USA                                 | staatlich    |
| New Mexico State University      | Las Cruces (NM)    | Aggies1      | 1888      | 2000 | Big West    | 2005 | WAC → C-USA (ab 2023)                 | staatlich    |
| University of New Orleans        | New Orleans (LA)   | Privateers   | 1873      | 1976 | Division II | 2010 | Division II → Southland               | staatlich    |
| UNC at Charlotte                 | Charlotte (NC)     | 49ers        | 1834      | 1976 |             | 1991 | Metro → A-10 → C-USA → AAC (ab 2023)  | staatlich    |
| University of North Texas        | Denton (TX)        | Mean Green   | 1890      | 2000 | Southland   | 2013 | C-USA → AAC (ab 2023)                 | staatlich    |
| University of South Florida      | Tampa (FL)         | Bulls        | 1956      | 1976 |             | 1991 | Metro → AAC                           | staatlich    |
| Texas at Arlington               | Arlington (TX)     | Mavericks*   | 1895      | 2013 | WAC         | 2022 | WAC                                   | staatlich    |
| Texas-Pan American2              | Edinburg (TX)      | Broncs       | 1927      | 1991 |             | 1998 | WAC                                   | staatlich    |
| Virginia Commonwealth            | Richmond (VA)      | Rams         | 1838      | 1979 |             | 1991 | Metro → CAA → A-10                    | staatlich    |
| Western Kentucky                 | Bowling Green (KY) | Hilltoppers  | 1906      | 1982 | OVC         | 2014 | C-USA                                 | staatlich    |

1 Die NMSU Aggies nehmen derzeit noch mit ihrer Footballmannschaft am Spielbetrieb der Sun Belt teil.

2 Texas-Pan American (UTPA) fusionierte 2015 mit dem nahe gelegenen Texas-Brownsville (UTB) und gründete die neue University of Texas Rio Grande Valley (UTRGV). Das UTPA-Sportprogramm wurde auf UTRGV übertragen, wobei die Teams jetzt als UTRGV Vaqueros bekannt sind. Das UTRGV-Sportprogramm erbte die Mitgliedschaften der UTPA in der NCAA Division I und der Western Athletic Conference.